# Уинтер, Ирэн
Ирэн Уинтер (англ. Irene J. Winter; род. 1940, Нью-Йорк) — американский историк искусств и археолог, специалист по искусству и архитектуре Древней Месопотамии. Доктор философии (1973), профессор-эмерит Гарвардского университета, член Американского философского общества (2016), член-корреспондент Австрийской академии наук (2005).

## Биография
В 1960 году окончила Барнард-колледж со степенью бакалавра гуманитарных наук по антропологии. В 1967 году в Чикагском университете получила степень магистра по языкам и культуре Ближнего Востока, а в 1973 году в Колумбийском университете — степень доктора философии по истории искусства и археологии, защитив диссертацию по теме «Северная Сирия и резьба по слоновой кости в начале I тыс. до н. э.» (англ. North Syria and Ivory Carving in the Early First Millennium B.C.).
С 1971 по 1976 год преподавала в Королевском колледже Городского университета Нью-Йорка.
С 1976 по 1988 год преподавала в Пенсильванском университете.
Затем в штате Гарвардского университета, именной профессор (William Dorr Boardman Professor) изящных искусств, ныне эмерит, в 1993—1996 гг. заведующая кафедрой истории искусства и архитектуры.
В 2003—2004 годах научный сотрудник Рэдклиффского института перспективных исследований Гарвардского университета.
Член Американской академии искусств и наук (1999).
C 1967 по 1974 год участвовала в раскопках в Иране, много где побывала на Ближнем Востоке и в Южной Азии.

## Награды и отличия
- Лауреат стипендии Мак-Артура (1983—1988)[3].
- В 1996/1997 году Слэйдовский профессор изящных искусств[англ.] в Кембриджском университете.
- В 1999 году читала лекции имени Флекснера в Колледже Брин-Мар.
- В 2005 году читала Меллонские лекции[англ.].
- Медаль почёта Барнард-колледжа[англ.] (2009).

Почётный научный сотрудник Института изящных искусств Нью-Йоркского университета (2013).

## Научные труды
- Defining ‘Aesthetics’ for Non-Western Studies: The Case of Ancient Mesopotamia // Art History, Aesthetics, Visual Studies / ed. M. Holly and K. Moxey, 2002.
- Ancient Near Eastern Art in Context: Studies in Honor of Irene J. Winter by Her Students (англ.) / Marian Feldman, Jack Cheng. — Brill, 2007. — ISBN 978-90-04-15702-6.
- On Art in the Ancient Near East, 2 Vols. Brill Academic Publishers, 2010, ISBN 978-90-04-17500-6